# إيده (هولندا)
إيده (بالهولندية: Ede، وتنطق [ˈeːdə]) هي مدينة وبلدية تقع في مملكة هولندا، ضمن مقاطعة خيلدرلند. واعتبارًا من 22 نوفمبر 2024، بلغ عدد سكان البلدية 123,532 نسمة، في حين بلغ عدد سكان المدينة نفسها 79,435 نسمة حتى 1 يناير 2023.

## أعلام
- فرانك فيلس
- تمارا بوس
- هوغو دي فريس
- نيك دي بوندت
- كيمبرلي بوس